# Acideres ricaudii
Acideres ricaudii là một loài bọ cánh cứng trong họ Cerambycidae.